# Historia constitucional de Perú
La Constitución Política del Perú o también llamada "Carta Magna" es la ley fundamental sobre la que se asientan el Derecho, la justicia y las normas de la República del Perú y sobre la base de la que se organiza el Estado Peruano. El constitucionalismo peruano es el estudio de la constitución política –la vigente y las anteriores–, sus principios fundamentales, ideales, implicancias e imperfecciones. La historia del constitucionalismo peruano se remonta a la primera constitución española y llega hasta la actualidad.
Las Constituciones que ha tenido a lo largo de la historia republicana del Perú, desde su establecimiento, han sido doce en total, si no se toman en cuenta estatutos ni reglamentos provisorios, ni las constituciones de los Estados Norte y Sur peruanos de la Confederación Perú-Boliviana:
1. Constitución Política de la República Peruana de 1823
2. Constitución Política del Perú de 1826
3. Constitución Política de la República Peruana de 1828
4. Constitución Política de la República Peruana de 1834
5. Constitución Política del Perú de 1839
6. Constitución de la República Peruana de 1856
7. Constitución Política del Perú de 1860
8. Constitución Política del Perú de 1867
9. Constitución para la República del Perú de 1920
10. Constitución Política del Perú de 1933
11. Constitución para la República del Perú de 1979
12. Constitución Política del Perú de 1993

Además, es necesario considerar otras constituciones que fueron aplicadas, nominal o efectivamente, en el territorio peruano: una antes de su independencia: la Constitución española de 1812 (llamada popularmente la "Pepa"); otras dos durante el breve lapso de su escisión en los Estados Nor-Peruano y Sud-Peruano, respectivamente (1836-1839), y una Ley fundamental para la Confederación Perú-Boliviana, que no tuvo aplicación.

## Historia
La historia del constitucionalismo en el Perú está vinculada con el nacimiento de la República, en 1821, luego de que José de San Martín decretara la independencia del Perú. 
En esas circunstancias surgió la necesidad de elaborar y aprobar, al igual que se había dado ya en otras naciones, una constitución que estableciera la forma de organización de Estado que se iba a dar al Perú. Es en este episodio donde se llevó a cabo el primer debate del recién convocado Congreso Constituyente.
La posición de San Martín y de algunos precursores como Hipólito Unanue era establecer en el país una monarquía constitucional. Por otro lado, también la facción republicana tenía muchos adeptos, siendo esta posición la que finalmente se impuso en el Congreso. 
Desde entonces, el Perú ha sido regido por varios textos constitucionales de distintas orientaciones, cada una de ellas graficó la tendencia política predominante en ese preciso momento histórico.

### Constitución española de 1812
Constitución jurada en todas las intendencias del virreinato y aplicada parcialmente por el virrey José Fernando de Abascal durante los años 1812-1814 y en el periodo de los virreyes Pezuela y La Serna durante los años 1820-1824.
La importancia de las Cortes de Cádiz y de la Constitución de 1812 radica en que sirvieron de cauce para la difusión de la libertad de pensamiento y el ejercicio de las prácticas electorales. En efecto, gracias a la libertad de imprenta surgieron diversas publicaciones políticas difusoras de las nuevas corrientes de pensamiento herederas de la ilustración. Asimismo, mediante las prácticas electorales para la elección de alcaldes y regidores, diputados provinciales y representantes a las Cortes, los "peruanos" empezaron a ejercer los derechos de ciudadanía y considerarse "iguales" a los peninsulares. 
Durante el periodo de 1812-1814 hubo varios procesos electorales para elegir a los miembros de los ayuntamientos constitucionales de las principales ciudades del Perú (sin contar la infinidad de elecciones en los ayuntamientos de los demás pueblos y ciudades). Hubo dos procesos electorales para elegir a los diputados del Perú ante las Cortes españolas (22 propietarios y 10 suplentes) y para elegir a los miembros de las Diputaciones Provinciales (Diputaciones Provinciales de Lima y del Cuzco). Del mismo modo, durante la época de su restauración, el año de 1820, es decir la época conocida como "trienio liberal", tuvo incidencia en el país, al punto que se crearía en la Real Universidad de San Marcos una cátedra destinada al estudio de la Constitución Política de la Monarquía Española. Así, entre los cursos que se dictaban en la universidad figuraba la cátedra de vísperas de leyes y “de la Constitución Política de la Monarquía Española”, cátedra que le fue asignada a Manuel de Urquijo, como sustituto del titular Justo Figuerola, el 15 de enero de 1821. No duraría mucho, sin embargo, dicha cátedra. La proclamación de la independencia en Lima estaba por hacerse realidad. Tendrían también amplia difusión las elecciones y, en el caso de los territorios sometidos al dominio español (Cuzco, Arequipa, Huamanga y Puno), se instalarían Diputaciones Provinciales en cada una de ellas. Por tanto, la Constitución de Cádiz y sus instituciones fueron la escuela de muchos de los políticos que forjarían nuestra vida republicana. En ello radica su importancia. 

### Constitución de 1823
El 3 de agosto de 1821 el libertador José de San Martín asumió el poder político y militar del Perú con el título de Protector, dando así origen al Estado Peruano, al que dio su primera bandera, su himno, su moneda, así como su administración primigenia y sus primeras instituciones públicas. Pero faltaba una Constitución política. Mientras tanto, rigió un Reglamento Provisorio.
El 27 de diciembre del mismo año, San Martín convocó por primera vez a la ciudadanía con el fin que eligiera libremente un Congreso Constituyente, con la misión de establecer la forma de gobierno que en adelante regiría al Perú, así como una Constitución Política adecuada.  
El Primer Congreso Constituyente del Perú se instaló el 20 de septiembre de 1822; entre sus miembros se contaban los más destacados miembros del clero, el foro, las letras y las ciencias. Ante este congreso, San Martín renunció al protectorado y se alistó para abandonar el Perú.
Los legisladores empezaron a realizar su principal labor: la redacción de la Primera Constitución del Perú independiente; asimismo, encargaron el poder ejecutivo a un grupo de tres legisladores, que conformaron un cuerpo colegiado denominado la Suprema Junta Gubernativa (integrada por José de La Mar, Manuel Salazar y Baquíjano y Felipe Antonio Alvarado).
El primer paso fue la elaboración de las «Bases de la Constitución Política», a manos de una comisión del Congreso, integrada por los diputados Justo Figuerola, Francisco Xavier de Luna Pizarro, José Joaquín de Olmedo, Manuel Pérez de Tudela e Hipólito Unanue. Estas «bases» fueron promulgadas por la Junta Gubernativa el 17 de diciembre de 1822; constaban de 24 artículos, que a grandes rasgos, declaraban que todas las provincias del Perú, reunidas en un solo cuerpo, formaban la nación peruana, que a partir de entonces se denominaría «República Peruana»; asimismo, establecía que la soberanía residía en la Nación, siendo independiente de la monarquía española y de cualquier otro tipo de dominación extranjera; su religión sería la católica, con exclusión de cualquier otra; y en cuanto al Poder Nacional, estaría dividido en tres poderes, el Legislativo, el Ejecutivo y el Judicial.
Discutido el texto constitucional, fue aprobado y promulgado por el presidente José Bernardo de Tagle, el 12 de noviembre de 1823. Pero un día antes, el mismo Congreso dispuso la suspensión de sus artículos que fueran incompatibles con las facultades otorgadas al libertador Simón Bolívar, que ya se hallaba en camino de instaurar la dictadura. En la práctica no estuvo en vigencia mientras duró el régimen bolivariano.
Esta Constitución, de inspiración liberal, se basaba en la soberanía popular: «La soberanía reside esencialmente en la nación, y su ejercicio en los magistrados, a quienes ella ha delegado sus poderes» (Artículo 6).  Establecía el sistema republicano de gobierno (desechando así el monarquismo); la división  de los poderes del Estado en Legislativo, Ejecutivo y Judicial; la elección de las municipalidades; la libertad de comercio y de industria, la inviolabilidad de domicilio y el derecho a la propiedad, sentando, además, el principio de que nadie nace esclavo en el Perú y de que todos somos iguales ante la Ley.
Finalizado el régimen bolivariano, la Constitución de 1823 fue restaurada el 11 de junio de 1827 por el Congreso. El vicepresidente de la República Manuel Salazar y Baquíjano, encargado del Poder Ejecutivo, mandó a cumplirla el 16 de junio del mismo año. Rigió hasta el 18 de marzo de 1828, cuando fue reemplazada por otra Constitución.

### Constitución de 1828
La tercera Constitución Política del Perú fue, como su antecesora, de tendencia liberal. Fue discutida y aprobada por el segundo Congreso General Constituyente del Perú reunido de 4 de junio de 1827 a 16 de junio de 1828, siendo promulgada el 18 de abril de 1828 por el presidente Constitucional de la República, mariscal José de La Mar. Su juramentación pública, fijada para el día 5 de abril de 1828, fue diferida a raíz de un tremendo terremoto que asoló Lima el 30 de marzo. La ceremonia se realizó finalmente el 18 de abril, en los cuatro ángulos de la Plaza Mayor, en la plazuela de la Constitución y en las plazuelas de San Marcelo y San Lázaro.
Esta constitución ha sido considerada la “madre” de las constituciones del Perú, porque sirvió de modelo a las mismas, hasta muy avanzado el siglo XX. En lo civil puso término a ciertos rezagos de la vida colonial como los empleos hereditarios, mayorazgos, vinculaciones y privilegios. Se abolió la tortura y las penas infamantes y solo hubo pena de muerte en los casos de homicidio calificado. En lo político estableció la elección indirecta del presidente y el vicepresidente, para un período de cuatro años, inmediatamente renovable; cámaras de senadores y diputados, cuya renovación se efectuaría cada dos años por tercios y mitades, respectivamente; creación de un Consejo de Estado, al cual se encargaba la misión de observar y asesorar al poder ejecutivo; creación de las Juntas Departamentales, como medio de satisfacer y atenuar las tendencias federalistas. Pero especialmente debe resaltarse que esa Constitución autorizó al Presidente de la República suspender las garantías constitucionales e investirse de facultades extraordinarias, por un tiempo determinado y con cargo de informar al Congreso acerca de las medidas adoptadas durante el ejercicio de dichas facultades. Finalmente, ofreció el fomento de las industrias y la educación, la realización de estadísticas, la civilización de los indígenas y el apoyo a la inmigración, entre otras buenas intenciones que poco o nada se materializaron.

## Tabla de las Constituciones, Reglamentos y Estatutos provisorios
| Inicio de vigencia  | Término de vigencia | Denominación                                                                                                   | Expedida/ Aprobada/        | Promulgada             | Lugar |
| ------------------- | ------------------- | --- | -------------------------- | ---------------------- | ----- |
| 19 de marzo de 1812 | 24 de marzo de 1814 | Constitución Política de la Monarquía Española* Archivado el 10 de abril de 2009 en Wayback Machine. "La Pepa" | Cortes Generales de España | Fernando VII de España | Cádiz |

| Inicio de vigencia | Término de vigencia     | Denominación | Expedida/ Aprobada/                                 | Promulgada                                           | Lugar    |
| --- | ----------------------- | --- | --------------------------------------------------- | ---------------------------------------------------- | -------- |
| 12 de febrero de 1821 | 10 de agosto de 1821    | Reglamento Provisional* | José de San Martín                                  | José de San Martín                                   | Huacho   |
| 8 de octubre de 1821 | 17 de diciembre de 1822 | Estatuto Provisorio* | José de San Martín                                  | José de San Martín                                   | Lima     |
| 17 de diciembre de 1822 | 12 de noviembre de 1823 | Bases de la Constitución de la República Peruana* | Congreso Constituyente                              | José de La Mar                                       | Lima     |
| 12 de noviembre de 1823 | 9 de diciembre de 1826  | Constitución Política de la República Peruana* Archivado el 7 de abril de 2009 en Wayback Machine. | José de San Martín/ Congreso Constituyente          | José Bernardo de Tagle                               | Lima     |
| 9 de diciembre de 1826 | 27 de enero de 1827     | Constitución Política del Perú* Archivado el 23 de abril de 2014 en Wayback Machine. Constitución Vitalicia | Simón Bolívar/ Colegios Electorales de la República | Andrés de Santa Cruz                                 | Lima     |
| 18 de marzo de 1828 | 10 de junio de 1834     | Constitución Política de la República Peruana* | Congreso General Constituyente                      | José de La Mar                                       | Lima     |
| 10 de junio de 1834 | 22 de agosto de 1839    | Constitución Política de la República Peruana* Archivado el 10 de abril de 2009 en Wayback Machine. | Convención Nacional                                 | Luis José de Orbegoso                                | Lima     |
| 17 de marzo de 1836 | 24 de enero de 1839     | Constitución del Estado Sud - Peruano* Archivado el 23 de abril de 2014 en Wayback Machine. | Asamblea Nacional del Sud                           |                                                      | Sicuani  |
| 11 de agosto de 1836 | 24 de enero de 1839     | Constitución del Estado Nor - Peruano* Archivado el 10 de abril de 2009 en Wayback Machine. | Asamblea deliberante del Norte                      | Luis José de Orbegoso                                | Huaura   |
| 28 de octubre de 1836 | 24 de enero de 1839     | Decreto del 28 de octubre de 1836* Archivado el 2 de febrero de 2014 en Wayback Machine. Establecimiento de la Confederación Perú-Boliviana | Andrés de Santa Cruz                                | Andrés de Santa Cruz                                 | Lima     |
| 1 de mayo de 1837 | 24 de enero de 1839     | Ley Fundamental de la Confederación Perú-Boliviana* Pacto de Tacna | Congreso de Tacna                                   | Andrés de Santa Cruz                                 | Tacna    |
| 10 de noviembre de 1839 | 26 de junio de 1855     | Constitución Política del Perú* | Congreso General de Huancayo                        | Agustín Gamarra                                      | Huancayo |
| 26 de junio de 1855 | 13 de octubre de 1856   | Estatuto Provisorio* Archivado el 31 de julio de 2008 en Wayback Machine. | Convención Nacional                                 | Ramón Castilla                                       | Lima     |
| 13 de octubre de 1856 | 13 de noviembre de 1860 | Constitución de la República Peruana* Archivado el 10 de abril de 2009 en Wayback Machine. | Convención Nacional                                 | Ramón Castilla                                       | Lima     |
| 13 de noviembre de 1860 | 18 de enero de 1920     | Constitución Política del Perú* Archivado el 19 de abril de 2009 en Wayback Machine. | Congreso Constituyente                              | Ramón Castilla                                       | Lima     |
| 29 de agosto de 1867 | 8 de enero de 1868      | Constitución Política del Perú* Archivado el 10 de abril de 2009 en Wayback Machine. | Congreso Constituyente                              | Mariano Ignacio Prado                                | Lima     |
| 27 de diciembre de 1879 | 6 de enero de 1881      | Estatuto Provisorio* (enlace roto disponible en Internet Archive; véase el historial, la primera versión y la última). | Nicolás de Piérola                                  | Nicolás de Piérola                                   | Lima     |
| 18 de enero de 1920 | 9 de abril de 1933      | Constitución para la República del Perú* Archivado el 3 de diciembre de 2011 en Wayback Machine. | Asamblea Nacional                                   | Augusto B. Leguía                                    | Lima     |
| 9 de abril de 1933 | 28 de julio de 1979     | Constitución Política del Perú* Archivado el 18 de julio de 2013 en Wayback Machine. | Congreso Constituyente                              | Luis Miguel Sánchez Cerro                            | Lima     |
| 28 de julio de 1979 | 5 de abril de 1992      | Constitución para la República del Perú* Archivado el 4 de marzo de 2011 en Wayback Machine. | Asamblea Constituyente                              | Fernando Belaúnde Terry y Francisco Morales Bermúdez | Lima     |
| 7 de abril de 1992 |                         | Ley de Bases del Gobierno de Emergencia y Reconstrucción Nacional* Archivado el 29 de mayo de 2008 en Wayback Machine. (ilegal e inconstitucional de origen, validada por las Leyes Constitucionales de 1993) | Alberto Fujimori Consejo de Ministros               | Alberto Fujimori                                     | Lima     |
| 9 de enero de 1993 15 de enero de 1993 13 de marzo de 1993 20 de marzo de 1993 1 de septiembre de 1993 23 de diciembre de 1993 24 de diciembre de 1993 |                         | Leyes constitucionales: • Sobre la vigencia de la Constitución de 1979* Archivado el 22 de mayo de 2008 en Wayback Machine. • De ausencia e impedimento del Presidente de la República* Archivado el 16 de octubre de 2008 en Wayback Machine. • Sobre normas legales aprobadas por el Congreso* Archivado el 23 de mayo de 2008 en Wayback Machine. • Sobre vigencia de las reformas constitucionales* Archivado el 22 de mayo de 2008 en Wayback Machine. • De modificación del artículo 91 de la Constitución* Archivado el 22 de mayo de 2008 en Wayback Machine. • De Referéndum constitucional* Archivado el 22 de mayo de 2008 en Wayback Machine. • Modificación de los artículos 1, 8 y 9 de la Ley Constitucional del 12 de marzo* Archivado el 22 de julio de 2008 en Wayback Machine. • Vigencia del artículo 1 de la Ley Constitucional del Perú de 11 de enero* Archivado el 15 de junio de 2008 en Wayback Machine. | Congreso Constituyente Democrático                  | Alberto Fujimori                                     | Lima     |
| 31 de diciembre de 1993 |                         | Constitución Política del Perú (enlace roto disponible en Internet Archive; véase el historial, la primera versión y la última). | Congreso Constituyente Democrático/ Referéndum      | Alberto Fujimori (firma retirada)                    | Lima     |

## Constituciones de la República del Perú según duración
| Constitución                                          | Duración                                                            |
| ----------------------------------------------------- | ------------------------------------------------------------------- |
| Constitución Política del Perú de 1860                | 6 años, 9 meses y 16 días (1860-1867) 52 años y 12 días (1868-1920) |
| Constitución Política del Perú de 1933                | 47 años, 3 meses y 19 días                                          |
| Constitución Política del Perú de 1993                | 31 años, 2 meses y 17 días                                          |
| Constitución Política del Perú de 1839                | 15 años, 8 meses y 17 días                                          |
| Constitución para la República del Perú de 1979       | 13 años, 5 meses y 4 días                                           |
| Constitución para la República del Perú de 1920       | 13 años, 2 meses y 22 días                                          |
| Constitución Política de la República Peruana de 1828 | 6 años, 9 meses y 16 días                                           |
| Constitución de la República Peruana de 1856          | 4 años y 25 días                                                    |
| Constitución Política de la República Peruana de 1834 | 2 años, 1 mes y 26 días                                             |
| Constitución Política de la República Peruana de 1823 | 9 meses y 7 días                                                    |
| Constitución Política del Perú de 1867                | 4 meses y 8 días                                                    |
| Constitución Política del Perú de 1826                | 1 mes y 18 días                                                     |

|  | Constitución vigente |